# جیمز آبرام گارفیلد
جیمز آبرام گارفیلد (به انگلیسی: James A. Garfield) (۱۹ نوامبر ۱۸۳۱ – ۱۹ سپتامبر ۱۸۸۱) بیستمین رئیس‌جمهور آمریکا از حزب جمهوری‌خواه بود. گارفیلد از چهارم مارس تا نوزدهم سپتامبر سال ۱۸۸۱ میلادی ریاست جمهوری آمریکا را بر عهده داشت.

## جیمز گارفیلد، بیستمین رئیس‌جمهوری ایالات متحده آمریکا
جیمز گارفیلد سال ۱۸۳۱ درشهر کویاهوگا در اوهایو به دنیا آمد، دو ساله بود که پدرش را از دست داد، گارفیلد برای آنکه هزینه تحصیلش را فراهم کند مدتی راننده قایقهای مسافری بود. او سال ۱۸۵۶ از کالج ویلیامز در ماساچوست فارغ‌التحصیل شد.

## ورود به دنیای سیاست
جیمز گارفیلد سال ۱۸۵۹ به عنوان سناتور جمهوری‌خواه از ایالت اوهایو به سنا راه یافت. در دوران بحران داخلی طرفدار سرسخت بازگشت ایالتهای تجزیه طلب به ایالات متحده آمریکا بود. سال ۱۸۶۲ و در زمان جنگ داخلی به ارتش داوطلبان پیوست و به دلیل لیاقتی که در نبردها از خود نشان داد درعرض دو سال چندین بار ترفیع گرفت و به درجه سرلشکر نیروهای داوطلب ارتقا یافت.
هم‌زمان در سال ۱۸۶۲ مردم اوهایو، جیمز گارفیلد را برای نمایندگی در کنگره انتخاب کردند. پرزیدنت لینکلن، گارفیلد را متقاعد کرد که از ارتش کناره گیرد استدلال لینکلن این بود که پیدا کردن یک نظامی برای جانشینی او به مراتب آسانتر از یافتن جمهوری‌خواهی توانا برای کنگره است. گارفیلد به مدت ۱۸ سال به‌طور متوالی به نمایندگی کنگره انتخاب شد.
سال ۱۸۸۰ در کنوانسیون جمهوری خواهان، گارفیلد نتوانست نظر سایر جمهوری خواهان را برای نامزدی دوستش، جان شرمن جلب کند. در نهایت در سی و ششمین دور رای‌گیری، به صورت غیرمنتظره و بدون آنکه از قبل در این باره گفتگویی صورت گرفته باشد، خود گارفیلد به عنوان نامزد جمهوری خواهان برای انتخابات ریاست جمهوری انتخاب شد.

## دوران ریاست جمهوری
جیمز گارفیلد با اختلاف تنها ۱۰ هزار رای عمومی، ژنرال وینفیلد اسکات هنکاک، نامزد دموکراتها را شکست داد و به عنوان بیستمین رئیس‌جمهوری آمریکا انتخاب شد، در آن زمان جمعیت ایالات متحده آمریکا ۵۰ میلیون و ۱۵۵ هزار و ۷۸۳ نفر بود.
جیمز گارفیلد در دوران ریاست جمهوری اختیارات دولت فدرال را در زمینه اداره گمرک نیویورک افزایش داد. درزمینه سیاست خارجی، وزیر امور خارجه دولت گارفیلد از تمام جمهوری‌های آمریکای لاتین دعوت کرد تا سال ۱۸۸۲ در کنفرانسی در شهر واشینگتن شرکت کنند

## ترور و مرگ

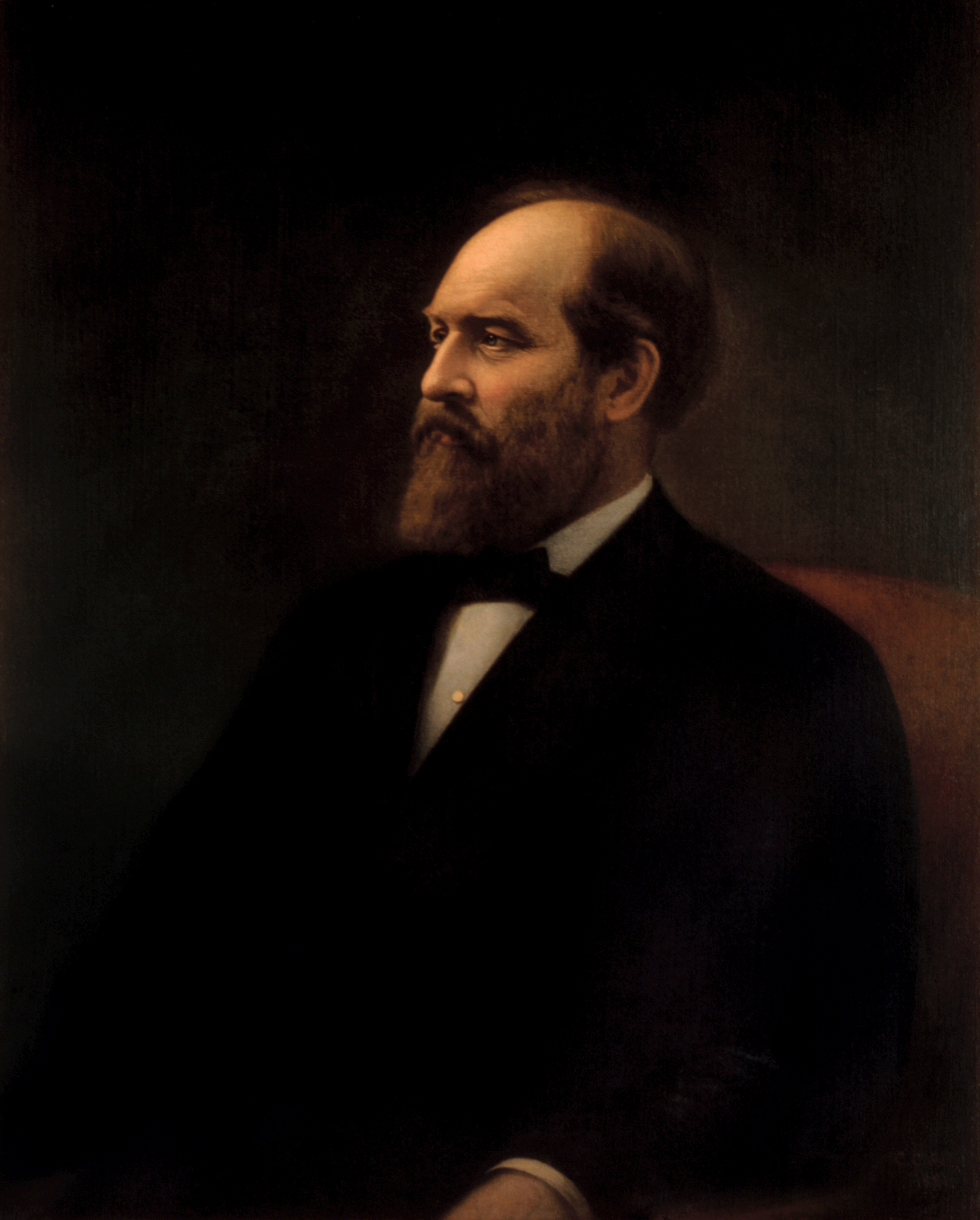
جیمز گارفیلد

روز دوم ژوئیه سال ۱۸۸۱ در ایستگاه راه‌آهن شهر واشینگتن به جان جیمز گارفیلد سوءقصد شد. وکیل جوانی که نتوانسته بود درشغل دلخواه خود استخدام شود به رئیس‌جمهوری تیراندازی کرد. گارفیلد به‌شدت زخمی شد و چندین هفته در کاخ سفید تحت درمان قرار گرفت. الکساندر گراهام بل، مخترع تلفن، به کاخ سفید آمد و تلاش کرد گلوله را در بدن رئیس‌جمهوری با دستگاه الکتریکی که خود طراحی کرده بود ردیابی کند، اما موفق نشد.
روز ششم سپتامبر گارفیلد را به کنار دریا در نیوجرسی منتقل کردند. با آنکه پس از چند روز به نظر رسید حال گارفیلد رو به بهبود است، اما روز نوزدهم سپتامبر سال ۱۸۸۱ گارفیلد، از عفونت و خونریزی داخلی درگذشت.

## ریاضیات
در سال ۱۸۶۷، گارفیلد استعداد خود در ریاضی را با اثبات قضیه فیثاغورس نشان داد. روش وی در ژورنال ریاضیات نیو انگلند چاپ شده‌است. ویلیام دانهم آن را «اثباتی واقعاً خیلی هوشمندانه» توصیف کرده‌است.

## نگارخانه

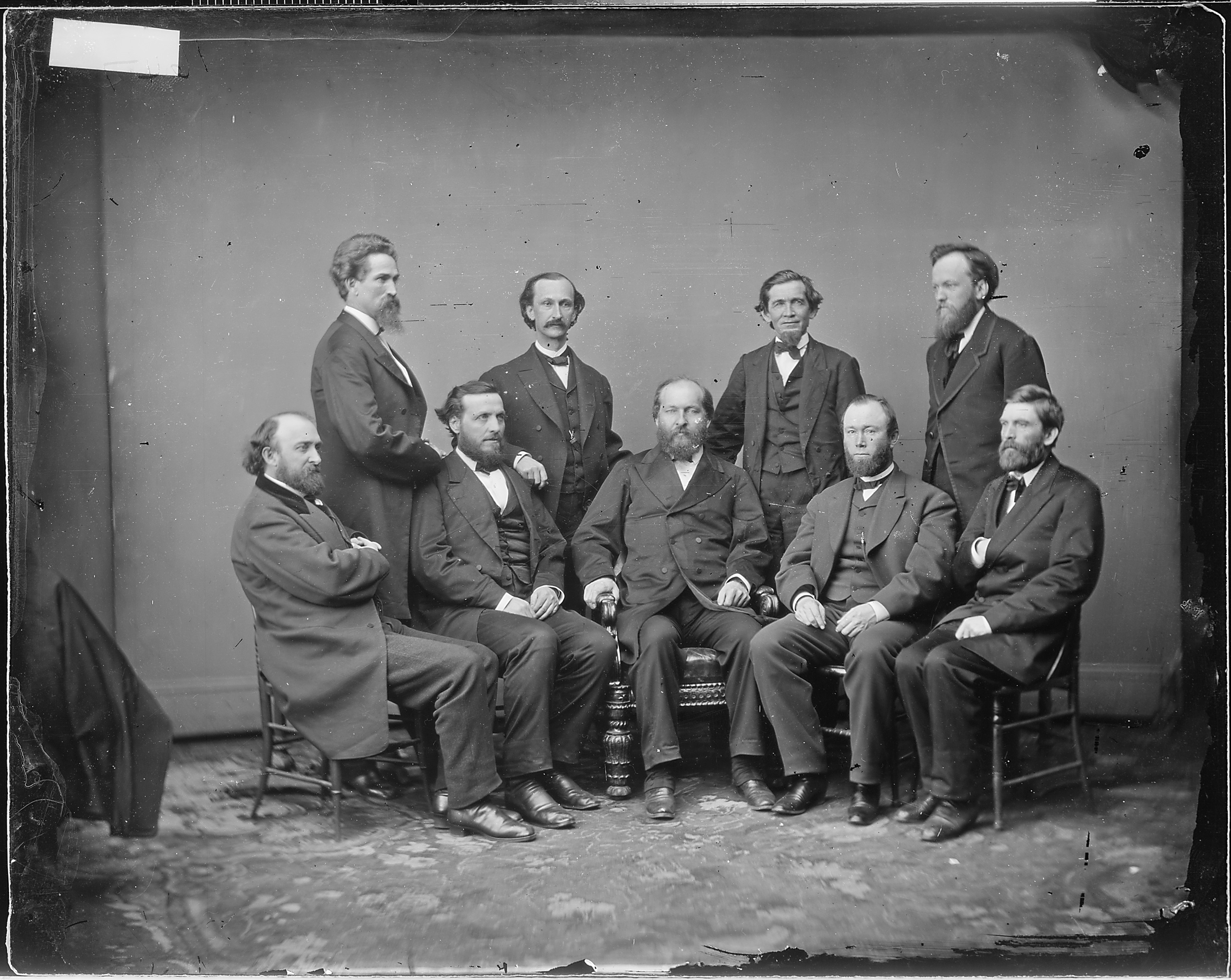
جیمز گارفیلد نفر وسط
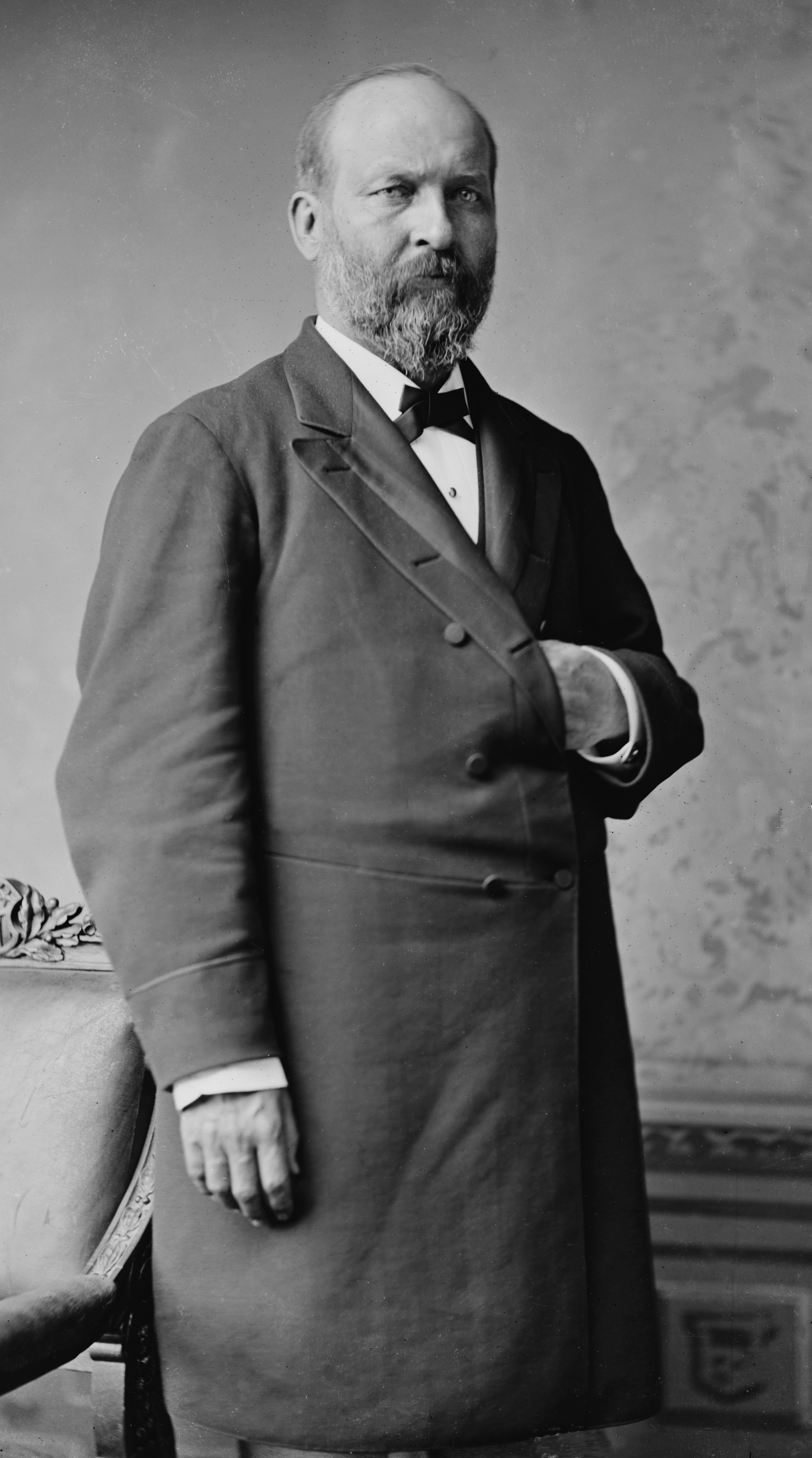
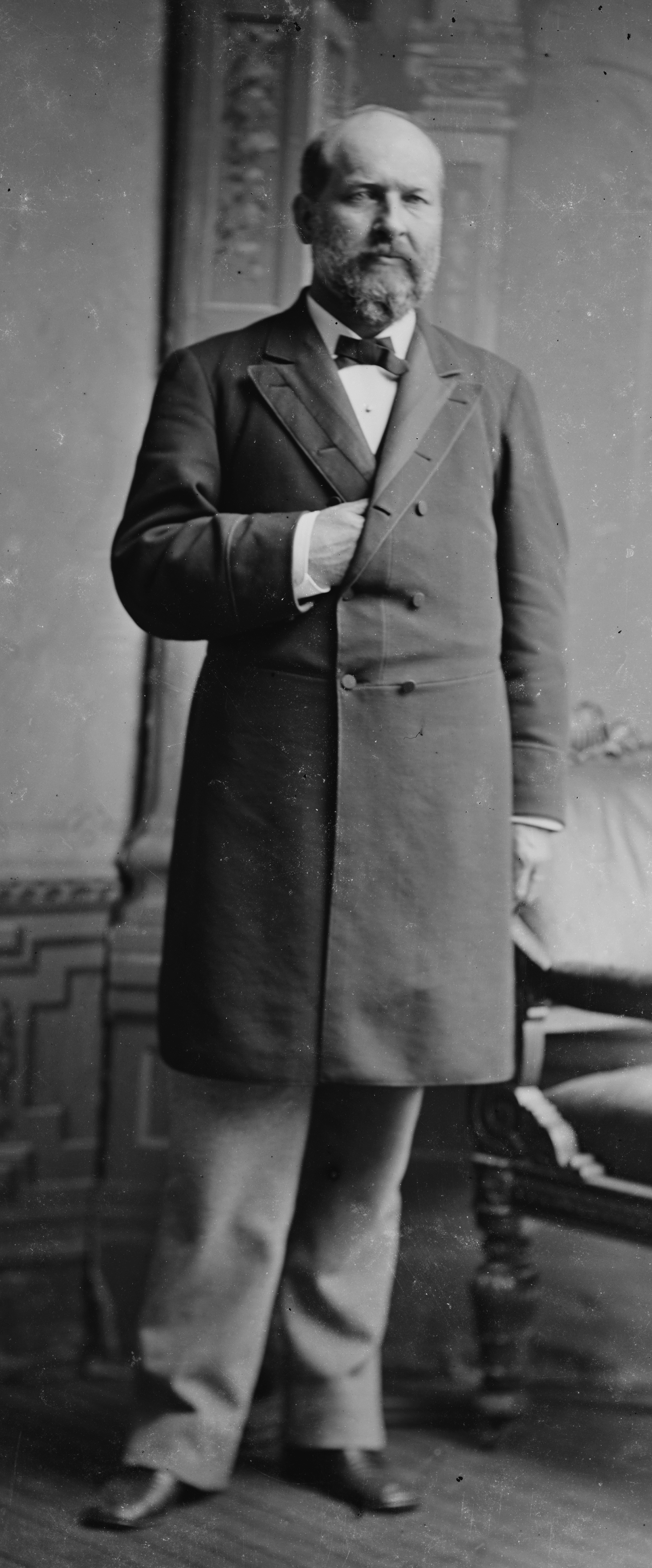
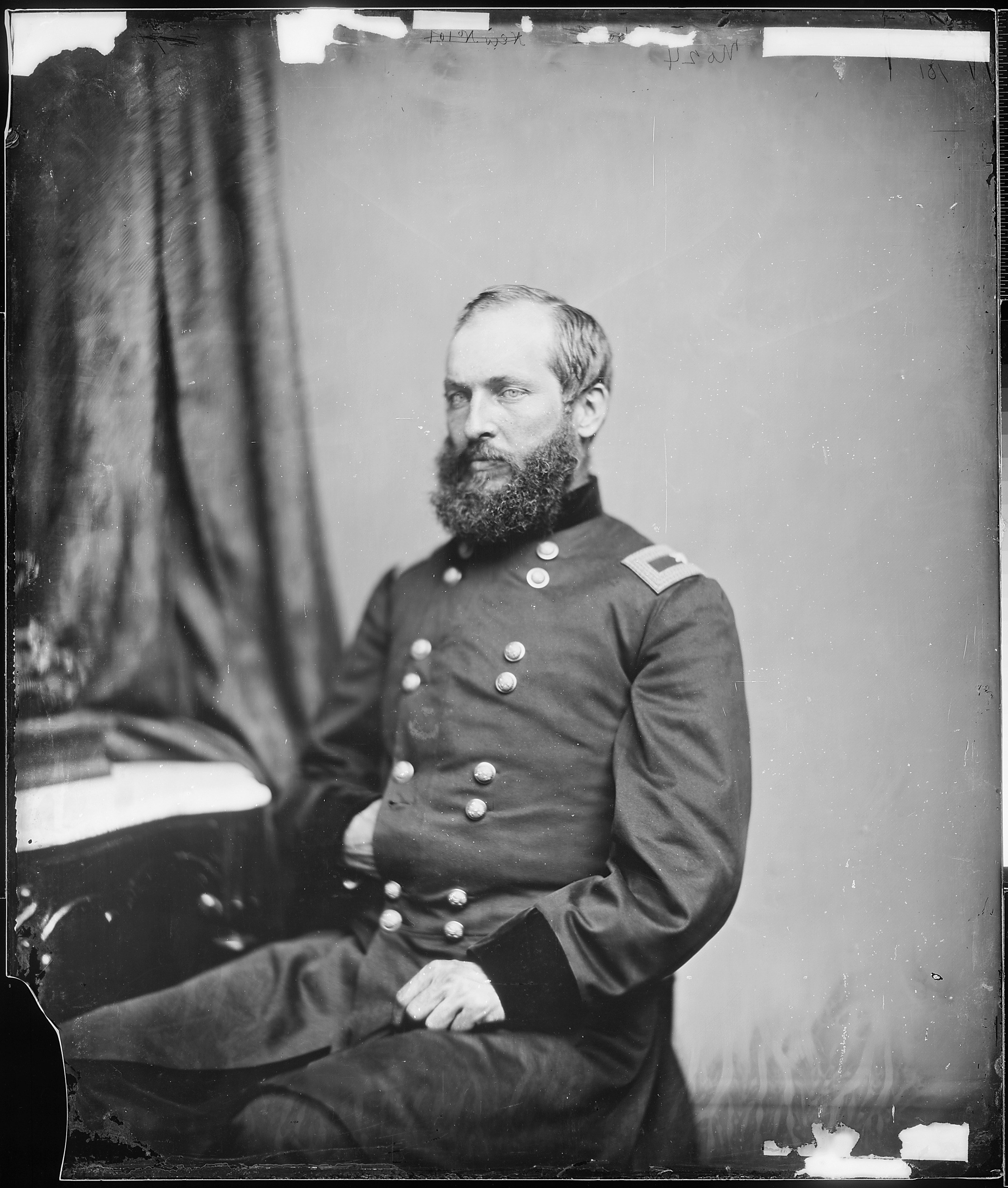
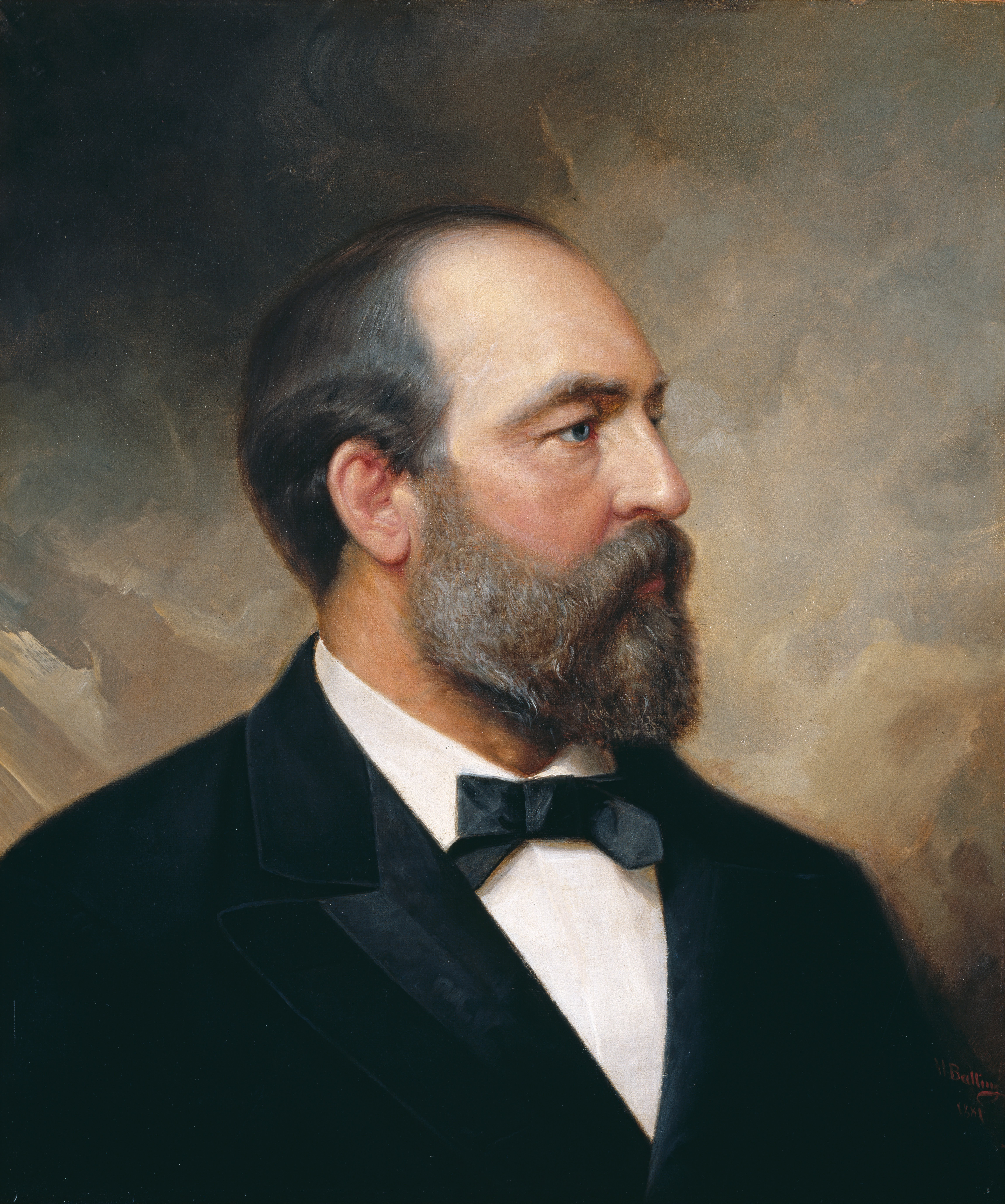